# ATP Cup
ATP Cup – międzynarodowy, męski drużynowy turniej tenisowy, rozgrywany w latach 2020–2022, będący częścią ATP Tour. Rozgrywki odbywały się w wybranych miastach Australii.
W rywalizacji uczestniczyły drużyny, reprezentujące poszczególne państwa, podzielone na grupy. Turniej składał się z fazy grupowej i fazy pucharowej, do której kwalifikowały się najlepsze drużyny w grupach. Konfrontacja pomiędzy zespołami składała się z dwóch meczów gry pojedynczej i meczu gry podwójnej.
singlowego i deblowego.

## Historia turnieju
1 lipca 2018 dyrektor ATP Chris Kermode ogłosił projekt zorganizowania nowego drużynowego męskiego turnieju tenisowego na wzór Drużynowego Pucharu Świata (World Team Cup), który odbywał się w latach 1978–2012 w Düsseldorfie. 15 listopada ATP w porozumieniu z Tennis Australia poinformowało, że turniej nazywać się będzie ATP Cup, jego gospodarzem będą wybrane miasta Australii, a do udziału zaproszeni zostaną zawodnicy z dwudziestu czterech państw. W promocji zawodów wzięli udział Novak Đoković i John Isner.
7 stycznia 2019 podano, że dwoma pierwszym gospodarzami turnieju będą miasta Sydney i Brisbane. 28 marca ujawniono, że trzecim miastem, które zorganizuje rozgrywki, będzie Perth. Konsekwencją turnieje ATP Brisbane International, Sydney International oraz pokazowy Puchar Hopmana nie były już częścią kalendarza ATP. 4 maja 2019 roku opublikowano kalendarz tenisowy na sezon 2020 i ustalono, że pierwsza edycja ATP Cup odbędzie się w dniach 3–12 stycznia z fazą grupową w Brisbane i Sydney oraz finałem w Perth.
Pierwsza edycja ATP Cup została rozegrana w dniach od 3 do 12 stycznia 2020 roku w Perth, Sydney i Brisbane.
W 2021 roku początkowo w zawodach miały brać udział 24 drużyny, a mecze miały być rozgrywany w Brisbane, Perth i Sydney w dniach 1–10 stycznia, ale z powodu pandemii COVID-19 postanowiono zmniejszyć liczbę zaproszonych drużyn i wszystkie mecze zorganizować na terenie Melbourne Park.
W 2022 roku turniej rozgrywany był w dniach 1–9 stycznia 2022 roku w Sydney na Ken Rosewall Arena i Sydney Super Dome. Była to zarazem ostatnia edycja rozgrywek, a ich następcą został mikstowy turniej United Cup.

### Gospodarze turnieju
| Rok  | Państwo   | Miasto                | Obiekt                                                                 |
| 2020 | Australia | Brisbane Sydney Perth | Queensland Tennis Centre Sydney Olympic Park Tennis Centre Perth Arena |
| 2021 | Australia | Melbourne             | Melbourne Park                                                         |
| 2022 | Australia | Sydney                | Ken Rosewall Arena Sydney Super Dome                                   |

### Zwycięzcy turnieju
| Rok  | Zwycięzcy | Wynik | Finaliści |
| 2020 | Serbia    | 2–1   | Hiszpania |
| 2021 | Rosja     | 2–0   | Włochy    |
| 2022 | Kanada    | 2–0   | Hiszpania |

## Zobacz również
United Cup